# Марвін Шульц
Марвін Шульц (нім. Marvin Schulz, нар. 15 січня 1995, Мюльгайм-на-Рурі, Німеччина) — німецький футболіст, центральний захисник клубу «Гольштайн».

## Ігрова кар'єра

### Клубна
У 2003 році Марвін Шульц приєднався до клубної академії гладбахської «Боруссії». Тривалий час грав за молодіжні клубні команди. Першу гру на дорослому рівні Шульц провів 10 серпня 2015 року в поєдинку Кубка Німеччини проти «Санкт-Паулі». Вже через п'ять днів у матчі проти дортмундської «Боруссії» футболіст дебютував у чемпіонаті країни.
Провівши в основі гладбахської «Боруссії» лише вісім матчів, у липні 2017 року Шульц перейшов до швейцарського «Люцерна», з яким підписав контракт до 2020 року.
У травні 2022 року стало відомо, що у новому сезоні Шульц повертається до Німеччини, де приєднається до клубу Другої Бундесліги «Гольштайн», з яким підписав трирічну угоду. У сезоні 2023/24 разом з клубом Шульц посів друге місце у Другій Бундеслізі і виборов право на підвищення в класі.

### Збірна
З 2015 по 2016 роки Марвін Шульц провів сім матчів у складі юнацької збірної Німеччини (U-20).